# Feredocodon
Feredocodon is een geslacht van uitgestorven zoogdieren uit de Shuotheriidae. Dit dier had het formaat van een muis en leefde tijdens Midden-Jura in oostelijk Azië.

## Fossiele vondsten
Vrijwel complete fossiele skeletten van Feredocodon zijn gevonden in de Daohugou Beds in de Chinese regio Binnen-Mongolië. De vondsten hebben een ouderdom van 168 tot 164 miljoen jaar.

## Kenmerken
De tandstructuur van Feredocodon liet zien dat de Shuotheriidae nauw verwant zijn aan de Docodonta. Na de vondst van de eerste fossielen van Shuotheriidae in de jaren tachtig van de twintigste eeuw was hun taxonomische positie lang onduidelijk. De bouw van de tanden van Feredocodon vertoont echter sterke overeenkomsten van die bij docodonten, waardoor er meer inzicht kwam in de verwantschap van de Shuotheriidae. 
Bij Feredocodon was er nog wel een verbinding tussen de onderkaak en de gehoorbeentjes, maar werden deze beentjes uitsluitend gebruikt voor het gehoor en speelden ze niet langer een rol in het kaakgewricht zoals bij oudere zoogdierachtigen